# Noiembrie 1981
Acest articol este generat integral pe baza informațiilor din articolul 1981 și este actualizat periodic de un robot.
 Editările făcute în articol vor fi șterse la următoarea actualizare! Dacă doriți să faceți modificări, editați articolul-sursă.

ianuarie -
februarie -
martie -
aprilie -
mai -
iunie -
iulie -
august -
septembrie -
octombrie -
noiembrie -
decembrie
Noiembrie 1981 a fost a unsprezecea lună a anului și a început într-o zi de duminică.

## Evenimente
- 1 noiembrie: Antigua și Barbuda își declară independența față de Marea Britanie.

## Nașteri
Ionuț Bâlbă, fotbalist român
Davide Martello, pianist german
Thiago Fragoso, actor brazilian
Diego López, fotbalist spaniol
Rodrigo Millar, fotbalist chilian
Bogdan Cotolan, fotbalist român
Michaela Niculescu, actriță română (d. 2013)
Joe Cole, fotbalist britanic
Cosmin Radu, jucător român de polo
Guillaume, Mare Duce Ereditar de Luxembourg, moștenitorul coroanei Luxemburgului
Adrian Dragoș Iordache, fotbalist român
Vladimir Božović, fotbalist muntenegrean
Mariko Daouda, fotbalist ivorian
Roxana Postelnicu, muziciană română
Diego Gaúcho, fotbalist brazilian
Kate Miller-Heidke, cântăreață australiană
Alina Pușcău, actriță română
Vittoria Puccini, actriță italiană
Maggie Stiefvater, scriitoare americană
Cornel Donici, cântăreț român
Jonas Neubauer, jucător american de Tetris (d. 2021)
Seweryn Gancarczyk, fotbalist polonez
Ska Keller, politiciană germană
Celina Jaitley, actriță indiană
Xabi Alonso, fotbalist spaniol
Adrian Ilie, fotbalist român
Tom Hurndall, fotograf britanic (d. 2004)
Bruno Alves, fotbalist portughez
Erick Rowan, wrestler american
Carmen Topciu, cântăreață română
Adrian Gheorghiu, fotbalist român

## Decese
- 3 noiembrie: Edvard Kocbek, scriitor sloven (n. 1904)
- 5 noiembrie: Kunio Watanabe, regizor de film japonez (n. 1899)
- 5 noiembrie: Isidora Constantinovici-Hein, pictoriță română (n. 1889)
- 10 noiembrie: Sergiu Al-George, filolog și orientalist român (n. 1922)
- 15 noiembrie: Walter Heitler, fizician german (n. 1904)
- 16 noiembrie: William Holden, actor american (n. 1918)
- 19 noiembrie: Traian Ionașcu, jurist român (n. 1897)